# Santiago Gets Louder
Santiago Gets Louder es un festival de música centralizado en la música metal realizado en Santiago de Chile el año 2015, y organizado por la productora Lotus, la misma que realiza el festival Lollapalooza en Santiago. El 27 de septiembre de dicho año, se realizó la primera versión del festival en los Hangares Suricato del ex Aeropuerto Los Cerrillos, actualmente como Parque Bicentenario de Cerrillos en la comuna homónima. Bandas como System of a Down, Faith No More, Deftones, Gojira, se presentaron ante aproximadamente 40.000 personas. Posteriormente, la productora realiza una segunda versión el año 2017. En a agosto de ese año, se confirma la fecha de realización el valor de las entradas para la segunda versión del festival, que se denominó El Domo y fue encabezado por la banda estadounidense Megadeth y el debut del músico danés King Diamond. Al año siguiente una tercera versión, denominada originalmente El Domo II, pero el 29 de junio, a través de las redes sociales, se informó de la fusión del festival Solid Rock con SGL llamado SGL Meets Solid Rock: El Domo II. Anteriormente, el festival Solid Rock se presentaron Deep Purple y Cheap Trick como los encabezados. 
Esta versión se realizará en el mismo recinto que el 2017. A inicios de mayo de 2019, se comenzó a rumorear sobre una cuarta edición del festival, esta vez dando fecha y recinto, además de cuatro posibles bandas, quienes encabezarían esta nueva versión,cuales será encabezada por Slayer, Megadeth, Anthrax y acompañados por los nacionales Pentagram (Chile), sin embargo el día 17 de junio Dave Mustaine confirmó la cancelación de su presentación con Megadeth porque fue diagnosticado por un cáncer de garganta, el día 4 de julio se confirmó que la banda alemana Kreator va a reemplazar a Megadeth.

## Ediciones
| Santiago Gets Louder     | Santiago Gets Louder               | Santiago Gets Louder |
| Fecha                    | Lugar                              | Asistencia           |
| ------------------------ | ---------------------------------- | -------------------- |
| 27 de septiembre de 2015 | Hangares Suricato                  | 40.000               |
| 29 de octubre de 2017    | Movistar Arena                     | 14.000               |
| 2 de noviembre de 2018   | Movistar Arena                     | 15.000               |
| 6 de octubre de 2019     | Estadio Bicentenario de La Florida | 26.000               |

### SGL 2015
| Domingo 27 de Septiembre - Hangares Suricato | Domingo 27 de Septiembre - Hangares Suricato | Domingo 27 de Septiembre - Hangares Suricato | Domingo 27 de Septiembre - Hangares Suricato |
| Escudo Stage 1                               | Escudo Stage 2                               | Futuro Stage                                 | SGL Stage                                    |
| -------------------------------------------- | -------------------------------------------- | -------------------------------------------- | -------------------------------------------- |
| Faith No More                                | System of a Down                             | Dorso                                        | Alain Johannes                               |
| Lamb of God                                  | Deftones                                     | Temple Agents                                | Rama                                         |
| Weichafe                                     | Gojira                                       | La Mala Senda                                | All Tomorrows                                |
| Como Asesinar a Felipes                      | De la Tierra                                 |                                              | Recrucide                                    |
|                                              | Nuclear                                      |                                              |                                              |

### SGL 2017El Domo
| 29 de Octubre - Movistar Arena | 29 de Octubre - Movistar Arena |
| El Domo Stage                  | Talavera Stage                 |
| ------------------------------ | ------------------------------ |
| Megadeth                       | Temple                         |
| King Diamond                   | Ego Kill Talent                |
| Rata Blanca                    | Tirano                         |
| Vimic                          |                                |

### SGL Meets Solid Rock 2018 "El Domo II"
| 2 de Noviembre - Movistar Arena | 2 de Noviembre - Movistar Arena |
| El Domo Stage                   | Monster Stage                   |
| ------------------------------- | ------------------------------- |
| Judas Priest                    | Criminal                        |
| Alice in Chains                 | Temple Agents                   |
| Black Star Riders               | Recrucide                       |

### SGL 2019
| 6 De Octubre - Estadio Bicentenario de La Florida | 6 De Octubre - Estadio Bicentenario de La Florida |
| Main Stage                                        | Main Stage                                        |
| ------------------------------------------------- | ------------------------------------------------- |
| Slayer                                            |                                                   |
| Anthrax                                           |                                                   |
| Kreator                                           |                                                   |
| Pentagram                                         |                                                   |

Sideshow:
| 5 De Octubre - Teatro La Cúpula | 5 De Octubre - Teatro La Cúpula |
| ------------------------------- | ------------------------------- |
| Kreator                         |                                 |

| 8 De Octubre - Valparaíso Sporting | 8 De Octubre - Valparaíso Sporting |
| ---------------------------------- | ---------------------------------- |
| Slayer                             |                                    |
| Anthrax                            |                                    |